# تپه قزانچی ۳
تپه قزانچی ۳ مربوط به عصر مس و سنگ - مفرغ- دوره ساسانیان است و در شهرستان کرمانشاه، بخش مرکزی، دهستان میان دربند، ۳۰۰ متری غرب روستای قزانچی، غرب جادهٔ آسفالتهٔ کرمانشاه به کامیاران واقع شده و این اثر در تاریخ ۱۵ دی ۱۳۸۷ با شمارهٔ ثبت ۲۴۱۱۸ به‌عنوان یکی از آثار ملی ایران به ثبت رسیده است.